# Diestothyris frontalis
Diestothyris frontalis är en armfotingsart som först beskrevs av Middendorff 1849.  Diestothyris frontalis ingår i släktet Diestothyris och familjen Terebrataliidae. Inga underarter finns listade i Catalogue of Life.